# 庫拉霍韋熱電站
庫拉霍韋熱電站（羅馬化：Kurakhivska TES）是位於乌克兰東部顿涅茨克州的熱電站，坐落於沃夫恰河岸邊並距離庫拉霍韋市約15（9.3英里）。由2022年10月開始，該站已因俄烏戰爭的關係而停運。

## 歷史
庫拉霍韋熱電站于1941年7月6日投入使用。1941年10月20日，庫拉霍韋熱電站被納粹德军占领。1943年德军撤退时将其摧毁。不久庫拉霍韋熱電站被修复，并于1946年8月12日再次投入运行。

### 俄烏戰爭
在2022年10月17日當地早上，俄軍對該發電站發動了攻擊，一直維持到翌日，令發電站毀壞並停運。除了庫拉霍韋以外，該攻擊也針對了位於日托米爾、聶伯城、和基輔範圍的能源設施。
在2023年7月7日，熱電站的屋頂倒塌，導致3死3傷。
在2024年11月，根據《華爾街日報》報導，熱電站的設施自2024年春季起已經開始逐漸分拆和搬走。這些設備包括發電機和變壓器等等，主要是去維修其他受損壞的發電站。據報導，站内多座設備因過度受損而無法重用。此外，發電站附近負責為該站供應煤的一座橋也已炸爛，令該站無法重啓能源，進一步肯定會長期停運。